# Alaksandr Ahiejeu (historyk)
Alaksandr Ryhorawicz Ahiejeu (biał. Аляксандр Рыгоравіч Агееў, ros. Александр Григорьевич Агеев, Aleksandr Grigorjewicz Agiejew; ur. 12 września 1960 w Szkłowie) – białoruski historyk i samorządowiec, redaktor historyczno-krajoznawczego almanachu „Mahilouskaja Daunina”, kandydat nauk historycznych (odpowiednik polskiego stopnia doktora); w latach 2003–2010 deputowany do Mohylewskiej Miejskiej Rady Deputowanych.

## Życiorys
Urodził się 12 września 1960 roku w mieście Szkłów, w obwodzie mohylewskim Białoruskiej SRR, ZSRR. W 1981 roku ukończył Mohylewski Państwowy Instytut Pedagogiczny (MPIP). Pracował w szkole, w systemie edukacji zawodowo-technicznej, a od 1991 roku – w MPIP (od 1997 roku Mohylewski Uniwersytet Państwowy, MUP). W 1992 roku uzyskał stopień kandydata nauk historycznych (odpowiednik polskiego stopnia doktora). Jest docentem Katedry Archeologii i Historycznych Dyscyplin Specjalnych MUP, a także docentem Katedry Pedagogiki i Psychologii Mohylewskiego Państwowego Obwodowego Instytutu Rozwoju Edukacji. Od 1993 roku pełni funkcję redaktora historyczno-krajoznawczego almanachu „Mahilouskaja Daunina”. W swojej pracy naukowej zajmuje się procesami w życiu społeczno-politycznym zachodzącymi w XIX–XX wieku na obszarze dzisiejszej Białorusi, a także historią Mohylewskiego Uniwersytetu Państwowego.
W 2003 roku Alaksandr Ahiejeu został deputowanym do Mohylewskiej Miejskiej Rady Deputowanych. Formalnie był bezpartyjny, ale, według jego słów, bliżej mu było do Białoruskiej Frontu Ludowego. W styczniu 2007 roku ponownie został deputowanym do Rady jako kandydat niezależny z mikrorejonu Sałomienka. Pełnił w niej funkcję członka Komisji ds. Socjalnych. Wchodził w skład komisji toponimicznej Homelskiego Miejskiego Komitetu Wykonawczego. We wrześniu 2007 roku podpisał się pod propozycją zorganizowania „okrągłego stołu” z udziałem przedstawicieli opozycji, mediów i Mohylewskiego Miejskiego Komitetu Wykonawczego w celu dyskusji nad normalizacją stosunków z Unią Europejską. Jego kadencja w Radzie zakończyła się w 2010 roku.
Alaksandr Ahiejeu jest członkiem Towarzystwa Języka Białoruskiego im. Franciszka Skaryny.

## Poglądy i życie prywatne
Alaksandr Ahiejeu posługuje się językiem białoruskim. Używał go także w pracy w Mohylewskiej Radzie Deputowanych, co jego zdaniem było oceniane przez innych deputowanych jako dziwactwo. Mimo że formalnie był deputowanym niezależnym, deklarował bliskość do Białoruskiego Frontu Ludowego.

## Prace

### Książki
- (we współautorstwie z Iharem Marzalukiem i Iharem Puszkinem): „Mahilouskaja daunina” u pytanniach i adkazach. Mohylew: 1997. (biał.). Brak numerów stron w książce; (wyd. 2 – Mohylew: 1999)
- (we współautorstwie z Iharem Puszkinem): Mahilou na skryżawanni. Mohylew: 1999. (biał.). Brak numerów stron w książce
- Historyja Mahilouskaha jaurejstwa: Dakumienty i ludzi. Księga 1. 2002. (biał.). Brak numerów stron w książce
- (we współautorstwie z Alehiem Trusauem): Mahilouskaja ratusza. Histaryczny los i adradżennie). 2008. (biał.). Brak numerów stron w książce

### Inne prace
- Mahilouszczyna padczas wajny 1812 h. „Mahilouskaja Daunina”. Nr 3, 1995. (biał.).brak numeru strony;
- Da historyi adkryccia nastaunickaha instytuta u h. Mahilowie. „Mahilouszczyna”. Nr 7, 1997. Mińsk. (biał.).brak numeru strony;
- Napaleonauskija wojny i los mahilouskich jaurejau. „Minułaja i suczasnaja historyja Mahilowa”, 2001. Mohylew. (biał.).brak numeru strony;
- Mahilouskaja ratusza: historyja adradżennia i jaje uroki. „ARCHE Paczatak”. Nr 3 (90), 2010. Mińsk. (biał.).brak numeru strony